# UFC Fight Night: Hermansson vs. Strickland
UFC Fight Night: Hermansson vs. Strickland（ユーエフシー・ファイトナイト：ハーマンソン・バーサス・ストリックランド、別名UFC Fight Night 200、UFC on ESPN+ 58）は、アメリカ合衆国の総合格闘技団体「UFC」の大会の一つ。2022年2月5日、ネバダ州ラスベガスのUFC APEXで開催された。

## 大会概要
本大会はジャック・ハーマンソンとショーン・ストリックランドのミドル級戦が組まれた。

## 試合結果

### プレリミナリーカード
第1試合 フライ級 5分3R
○  マルコム・ゴードン vs.  デニス・ボンダー ×
1R 1:22 TKO（腕の負傷）
第2試合 ウェルター級 5分3R
○  フィリップ・ロウ vs.  ジェイソン・ウィット ×
2R 2:15 TKO（右ストレート→パウンド）
第3試合 ライトヘビー級 5分3R
○  ジャイルトン・アウメイダ vs.  ダニーロ・マルケス ×
1R 2:57 TKO（パウンド）
第4試合 女子バンタム級 5分3R
○  アレクシス・デイビス vs.  ユリア・ストリアレンコ ×
3R終了 判定3-0（29-27、29-27、30-27）
第5試合 ミドル級 5分3R
○  チディ・エンジョクアニ vs.  マルク・アンドレ・バリオー ×
1R 0:16 KO（右ストレート→パウンド）
第6試合 フェザー級 5分3R
○  ハキーム・ダオドゥ vs.  マイケル・トリザーノ ×
3R終了 判定3-0（30-27、30-27、30-27）
第7試合 バンタム級 5分3R
○  ジョン・カスタネーダ vs.  マイルズ・ジョーンズ ×
3R 1:38 肩固め

### メインカード
第8試合 149ポンド契約 5分3R
○  ジュリアン・エローサ vs.  スティーブン・ピーターソン ×
3R終了 判定2-1（28-29、29-28、29-28）
※ピーターソンの体重超過によりフェザー級から変更。
第9試合 ミドル級 5分3R
○  ブライアン・バトル vs.  トレーシアン・ゴア ×
3R終了 判定3-0（29-28、29-28、29-28）
第10試合 ライトヘビー級 5分3R
○  ブレンダン・アレン vs.  サム・アルビー ×
2R 2:10 リアネイキドチョーク
第11試合 ウェルター級 5分3R
○  シャフカト・ラフモノフ vs.  カールストン・ハリス ×
1R 4:10 KO（右スピニングバックキック→パウンド）
第12試合 ミドル級 5分3R
○  ニック・マキシモフ vs.  プナヘレ・ソリアーノ ×
3R終了 判定2-1（28-29、30-27、29-28）
第13試合 ミドル級 5分5R
○  ショーン・ストリックランド vs.  ジャック・ハーマンソン ×
5R終了 判定2-1（49-46、47-48、49-46）

### 各賞
ファイト・オブ・ザ・ナイト：ジュリアン・エローサ vs. スティーブン・ピーターソン
パフォーマンス・オブ・ザ・ナイト：シャフカト・ラフモノフ、チディ・エンジョクアニ
各選手にはボーナスとして5万ドルが授与された。

### カード変更
負傷などによるカードの変更は以下の通り。